# Bill Bergey
Bill Bergey (South Dayton, Nueva York; 9 de febrero de 1945-Chadds Ford, Pensilvania; 25 de diciembre de 2024) fue un jugador estadounidense de fútbol americano que jugó 12 temporadas con dos equipos en la NFL en la posición de linebacker y jugó en cinco ocasiones en el Pro Bowl.

## Carrera

### Universidad
A nivel universitario jugó para los Arkansas State Indians, equipo con el que fue All-American en 1968, además de ser elegido por votación de los aficionados como el mejor jugador de fútbol americano en la historia de Arkansas State. Fue miembro del grupo Delta Eta de la fraternidad Kappa Alpha Order en ASU. Se graduó en 1969  como bachiller en ciencia en educación física, y formó parte de la comisión de la reservas de las Fuerzas Armadas.
Cuando inició su carrera jugaba las posiciones de línea defensiva y tackle nariz, pero fue movido a linebacker en 1966. En ASU Bergey puso récords universitarios en promedio de tackleadas, más fumbles recuperados en una temporada, más tackleadas en un partido, más tackleadas en una temporada y más tackleadas de por vida. Una vez hizo 33 placajes en un solo partido, y en 1968 promedió 19,6 placajes por partido.
En su estancia jugó playoffs en tres ocasiones, donde disputó el Senior Bowl y una de las últimas ediciones del Juego de Estrellas ante los New York Jets.Fue seleccionado en el equipo All-Southland Conference en tres ocasiones y en el primer equipo de la década de la Southland Conference. El número que usó Bergey en ASU, el 66, le fue retirado y fue la primera persona seleccionada en el Muro de la Fama de la Universidad. Fue seleccionado en el ASU Hall of Honor en 1982.

### Profesional
Bergey fue seleccionado en el Draft de la American Football League de 1969 por los Cincinnati Bengals en la segunda ronda, en la posición 31 global. En su año de novato fue seleccionado en el AFL All-Star para el partido del 17 de enero de 1970. Consiguió dos intercepciones con los Bengals en su primera temporada. En su año de novato fue elegido como el novato defensivo del año de la AFL por la Associated Press, una de las últimas selecciones antes de la fusión de ligas.
Bergey fue entrenador por el miembro del Salón de la Fama Paul Brown en Cincinnati. En la temporada de 1970 consiguió tres intercepciones, en la primera temporada del equipo en la NFL. Los Bengals alcanzaron los playoffs en ese año donde perdieron ante los Baltimore Colts en la ronda divisional 0-17, pero Bergey no logró estadísticas. Recuperó un fumble por una captura no oficial. Consiguió una intercepción en las siguientes dos temporadas. En su última temporada con Cincinnati en 1973 tuvo tres intercepciones y recuperó tres fumbles.
Bergey firmó un contrato de servicio personal el 17 de abril de 1974 con los Washington Capitols, dueño del equipo de la World Football League Virginia Ambassadors, que pasó a ser los Florida Blazers antes del inicio de la temporada en julio de ese año. Se unió al equipo de la WFL en mayo de 1976, luego de que su contrato con los Cincinnati Bengals expirara en 1975, pero los Bengals castigaron a Bergey por incumplimiento de contrato y puso una orden de restricción contra la WFL y sus franquicias dos días después. El 29 de abril la corte concluyó que Bergey no incumplió su contrato con los Bengals y la restricción fue temporalmente suspendida.
Bergey nunca recibió una compensación de los Blazers y fue liberado de su contrato con la WFL. Fue cambiado de los Bengals a los Philadelphia Eagles por una selección del Draft de la NFL, que fue Wilson Whitley, además de una selección de primera y segunda ronda del Draft de 1978, de donde eligieron a Ross Browner y Ray Griffin respectivamente.
En julio de 1974 Bergey firmó un contrato por cinco años con los Eagles. Los Blazers cerraron operaciones al terminar la temporada de 1974 y la WFL desapareció en 1975.
Bergey terminó siendo un jugador clave en los Eagles, con los que jugó el Super Bowl XV. Con los Eagles, Bergey fue a cuatro ediciones del Pro Bowl (1974, 1976–1978), puso el récord de intercepciones para un Linebacker en la historia de la NFL, y se convirtió en el jugador defensivo mejor pagado de la liga, contrato de cuatro años por $1 millón. Fue elegido como el mejor jugador de la Eagles en tres ocasiones en una votación de sus compañeros. En su primer año con los Eagles, Bergey terminó en segundo lugar por el premio al Defensivo del Año, el cual ganó "Mean" Joe Greene.
Bergey jugó 91 partidos con los Eagles, todos como titular, en seis de sus siete temporadas en Filadelfia, donde tuvo 18 intercepciones y recuperó 15 fumbles. Bergey tuvo 233 tackleadas en una temporada con los Eagles, además del récord de la liga en intercepciones por un linebacker en una temporada con 5. Fue un jugador popular que fundó el llamado "Gang Green", apodo por el que se le conoció a la defensiva de los Eagles, con los que clasificó a los playoffs en 1978, 1979 y 1980. Logró la clasificación al Super Bowl XV luego de vencer en el partido por el campeonato de la NFC a los Dallas Cowboys por 20–7 en 1980. Sufrió una seria lesión de rodilla en 1979, pero regresó en 1980, la que fue la última temporada de Bergey.
Bergey jugó 159 partidos en su carrera, donde consiguió 1,200 tackleadas. Fue seleccionado en el primer y segundo equipo All Pro/All NFL o All NFC entre 1974 y 1978. Terminó su carrera con 27 intercepciones donde tuvo regresos para 397 yardas, 16 capturas no oficiales (estadística que fue contabilizada a partir de 1970), y recuperó 21 fumbles.
Bergey tuvo problemas con el guardia Conrad Dobler de sus rivales St. Louis Cardinals, donde le escupió mientras estaba lesionado en el suelo. La relación volátil con Dobler aparece en los archivos de NFL Films en la novena posición de las 10 primeras en la lista de rivalidades.
Bergey se retiró en 1981 en el Super Bowl XV. Le fue otorgado el Eagles Roll of Honor en 1988 junto a Tommy McDonald. En 2012 la Professional Football Researchers Association nombró a Bergey en el PFRA Hall of Very Good Class de 2012. Fue considerado para ser uno de los mejores jugadores de los Eagles de todos los tiempos. Fue seleccionado en el Philadelphia Sports Hall of Fame en 2011. En ese año la Philadelphia Sports Writers Association reconoció a Bergey con el Premio de Leyenda Viviente.

## Vida personal y muerte
En sus años como jugador Bergey fue teniente en la Guardia Nacional. Bergey también fue comentarista para transmisiones de radio de los partidos de los Philadelphia Eagles en 1982 y 1983, y luego pasó a los comentarios antes de después de los partidos para radio y televisión en los partidos de los Eagles por los siguientes 20 años.
Bergey se mudó a Chadds Ford, Pensilvania junto a su esposa Micky Kay, con quien tuvo tres hijos y varios nietos. Fue miembro del Greater Buffalo Sports Hall of Fame en 2004. En 1989 se convirtió en miembro del Chautauqua Sports Hall of Fame.
Su hijo Jake Bergey jugó lacrosse con los Philadelphia Wings de la National Lacrosse League y su otro hijo Josh Bergey también jugó lacrosse con los Chesapeake Bayhawks de la Major League Lacrosse. Su hermano Bruce Bergey jugó fútbol americano para el Portland Storm de la WFL.
En la película Silver Linings Playbook el personaje interpretado por Robert De Niro, Pat Solitano Sr., era fanático de los Eagles y portaba el número 66 que usaba Bill Bergey.
Bergey fue diagnosticado con cáncer oral en 2021 que terminó por matarlo, periodo donde consiguió coraje y determinación, incluyendo a la leyenda de los Buffalo Bills, el quarterback Jim Kelly.
En octubre de 2024 Bergey junto a otros 60 exjugadores, estuvo en la lista para el Pro Football Hall of Fame de 2025 en la categoría Senior, pero no logró entrar en la lista de 31 finalistas.
Bergey terminó muriendo de cáncer en Chadds Ford el 25 de diciembre de 2024 a los 79 años.